# Essiv
Essiv er en grammatisk kasus, der udtrykker en (adverbiel) tilstand. Ordet er afledt af latin esse = at være. Betydningen kan ofte gengives med som: fx som barn snittede han skibe.
Essiv findes i de finsk-ugriske sprog: finsk, estisk, samisk, ungarsk.
På finsk betyder lapsi et barn, og i essiv betyder lapsena som barn; da jeg var barn.
På finsk bruges essiv også i tidsangivelser.